# Прокурава
Прокура́ва — село в Україні, у Космацькій сільській громаді Косівського району Івано-Франківської області.
Село розташоване на висоті 420 м над рівнем моря і віддалене на 23 км на захід від м. Косова, розкидане серед гір, у долині річки Пістиньки. Межує із селами Шешори, Брустури, Космач. Село складається з центру та п'яти присілків, кожен з яких поділяється на кутки.

## Походження назви
За переказами, назва села походить від того, що до навколишніх сіл приїздив економ, або так званий «панський прокуратор», який пізніше тут поселився.

## Історія
Перша письмова згадка про село Прокурава (Пекурава, Прокурєва, Пекурєва) припадає на 1633 рік.
Прокурава зазнала тяжких втрат за часів окупації нацистським та комуністичним режимами. Понад 40 осіб було вивезено або засуджено радянськими репресивними органами. Про національну свідомість прокуравців свідчить той факт, що 32 з них воювали в лавах УСС, з них 9 загинули в боях.
Населення займалося випасом худоби, особливо розводили овець та кіз. Виробляли різні дерев'яні предмети хатнього вжитку: ложки, макогони, тачівки, маґлівниці, лопати, коновки, бербениці. В лісі збирали ягоди, гриби, які сушили. З цими виробами та сушеними грибами йшли в Косів і Коломию, або аж за Дністер і там міняли на зерно — хліб. Повертались із заробком додому. Багатьом біднякам доводилось наймитувати у заможних селян, які мали по 15-18 га землі, у селі діяли опришки. В опришках з села був Мосорук (ім'я невідоме), 1817 року народження.

## Пам'ятки природи, історії та культури
У селі є сірководневе джерело(урочище Петричила) та родовище нафти (Застаіше). 
Розташований камінь Довбуша та хрест, встановлений на честь ліквідації панщини 1848 року. 
Була відбудована каплиця на Заріччі з ініціативи Петріва Михайла Петровича. У центрі села відбудована каплиця, яка була зруйнована москалями, а також могила січовим стрільцям, освячена 30 червня 1991 р. (ініціатор Б. Матійчук). 
У селі є хрест на честь соборності України, встановлений в 1920.
Серед інших цікавих місць села можна виділити також куток Довбушівка; Довбушеву Криницю; Дворище (де був колись панський двір); Мосурівку (за іменем опришка з Прокурави Мосорука).

## Церква
Докладніше: Церква Собору Пресвятої Богородиці (Прокурава)
Вперше дерев'яна церква в селі згадується у 1707 році. Теперішня церква побудована, ймовірно, в 1889 р. Греко-католицька церква Непорочної Діви Марії була філіальною церкви Святої Параскеви села Шешори і належала до Пістинського деканату. 1934 року належала до церкви Вознесення Христа у Брустурові. Тепер це — церква Собору Пресвятої Богородиці. Храмові свята: 8 січня (Собор Пресвятої Богородиці) та 2 серпня (пророка Іллі). Належить до ПЦУ. Настоятель митр. прот. Юрій Павличко.

## Школа
До 1894 року школа була філією Космацької школи. 24.07.1894 р. стає однокласовою народною школою. З 1 серпня 1930 року однорічна початкова школа стає дворічною. 1925 року створили для дітей «Рідну школу» в приміщенні сільського дяка Строчка Василя. Ця хата є ще й зараз. Вчителем запросили Кравчука Михайла з села Мишин Коломийського повіту.

## Сучасність
Прокурава є визнаним центром ложкарства. Дерев'яні вироби місцевих народних майстрів розходяться далеко за межі України.
Гірські ландшафти і автентика села приваблюють туристів, тож тут розвивається зелений туризм. Можна орендувати як дачі, так і окремі кімнати.
28 жовтня 2021 року відкрита амбулаторія загальної практики сімейної медицини.

## Відомі люди

### Народились
- Сова Галина (* 1981) — українська художниця.
- Герасим'юк Василь Дмитрович — український поет, лауреат Шевченківської премії.

### Померли
- Геник Костянтин (псевдо «Крук») — загинув 1 грудня 1950, в урочищі «Петричила» між селами Шешорами і Прокуравою — військовий діяч, командир сотні УПА, заступник окружного референта СБ Коломийщини.